# Guhringsberg
Der Guhringsberg ist mit 67,8 Metern die höchste Erhebung auf der Gemarkung von Kallinchen, einem Ortsteil der Stadt Zossen im Landkreis Teltow-Fläming in Brandenburg. Die Erhebung liegt südwestlich des Dorfzentrums. Die Erhebung ist bewaldet; nördlich befindet sich eine Rodelbahn. Ein rund zwei Kilometer langer Wanderweg mit der Bezeichnung Rund um den Guhringsberg führt vom Dorfzentrum aus in einem dreiecksförmigen Verlauf über die Erhebung.